# 70 Pine Street
70 Pine Street (vormalige Namen: Cities Service Building und American International Building) ist ein im Stil des Art déco erbauter Wolkenkratzer im Süden von Manhattan in New York City. Der 290,2 Meter hohe heutige Wohnturm wurde 1932 als Bürogebäude fertiggestellt und zählt mit Stand 2024 zu den 25-höchsten Gebäuden der Stadt.

## Beschreibung
Das Gebäude steht in Lower Manhattan im Financial District in der Pearl Street zwischen der Cedar und Pine Street.
70 Pine Street hat mit seinen 67 Geschossen eine außerordentlich schlanke Gestalt. Nach seiner Fertigstellung im Jahr 1932 war es bis 1972 nach dem Empire State Building und dem Chrysler Building das dritthöchste Gebäude der Welt, bis es 1972 vom Nordturm des früheren World Trade Centers übertroffen wurde. Es war des Weiteren von 1932 bis 1972 und nach den 2001 erfolgten Terroranschlägen auf das frühere World Trade Center von 2001 bis 2012 der höchste Wolkenkratzer in Lower Manhattan, bis es diesen Status 2012 an das in Bau befindliche One World Trade Center verlor, dessen endgültige Höhe seit dem Richtfest im Mai 2013 bei 541 Metern liegt. Seit 2013 ist auch das Four World Trade Center sieben Meter höher als 70 Pine Street.
Bauherr des Gebäudes war Cities Service Corporation, ein Mineralölunternehmen. Deshalb lautete der Name des Gebäudes damals Cities Service Building. Cities Service führte 1965 die bis heute bestehende Marke Citgo ein. Nachdem Cities Service ihr Hauptquartier nach Tulsa, Oklahoma verlegt hatte, verkaufte sie das Gebäude 1976 an die American International Group (AIG). Damit trug das Gebäude bis 2012 den Namen American International Building. Nach wirtschaftlichen Problemen im Rahmen der Finanzkrise ab 2007 musste AIG das Gebäude an den Immobilienentwickler Sahne Eagle LLC verkaufen. Seit der Übernahme trägt das Gebäude den Namen seiner Adresse.
Von 2009 bis 2016 stand das Gebäude überwiegend leer und wurde zuletzt durch Rose Associates, den neuen Eigentümer, saniert und in ein Wohngebäude umgewandelt. Nach der Sanierung befinden sich ein Hotel mit 132 Zimmern, fast 650 Wohneinheiten, Restaurants und Geschäfte in dem Gebäude.

Im Stadtkontext
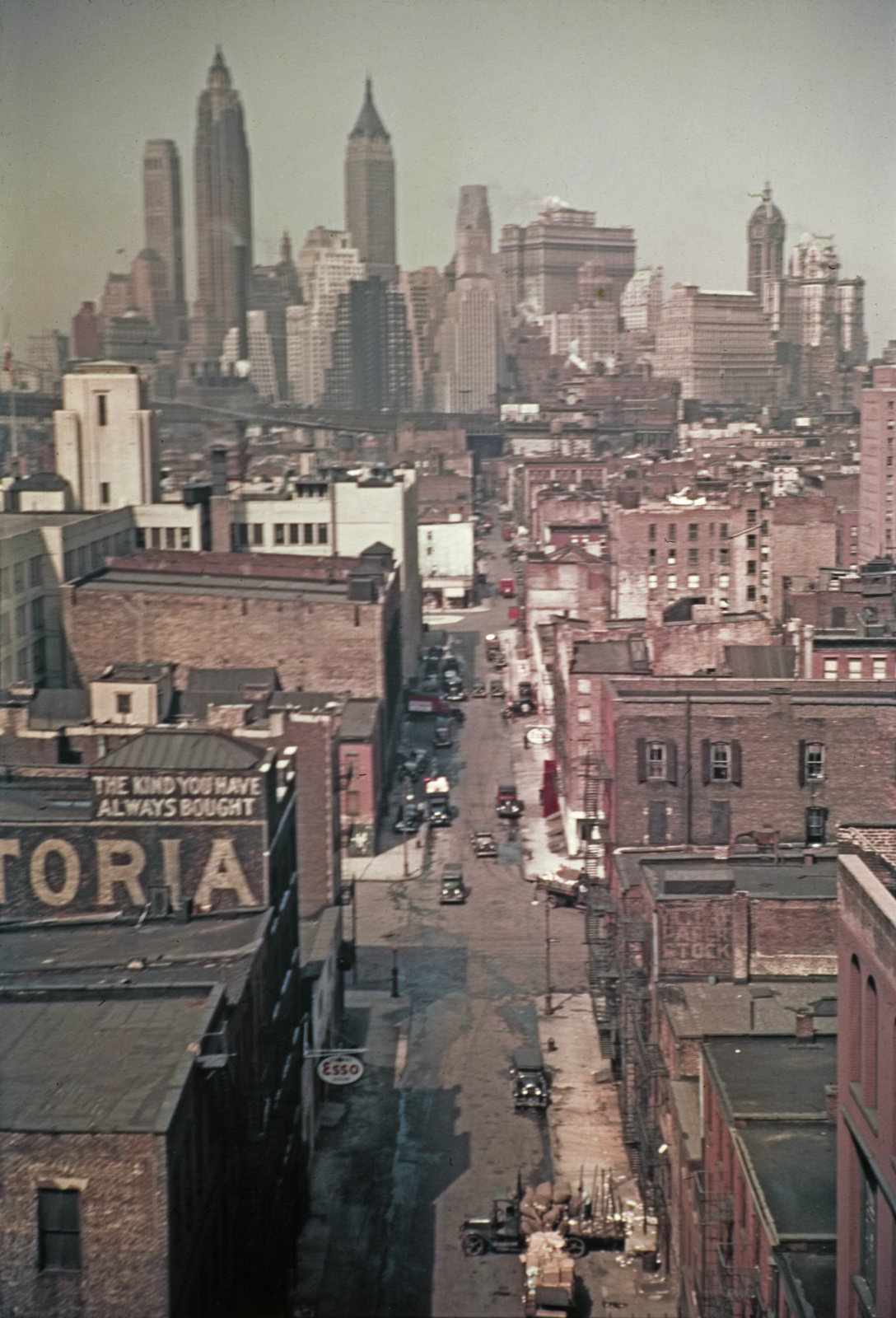
Lower Manhattan (1938)
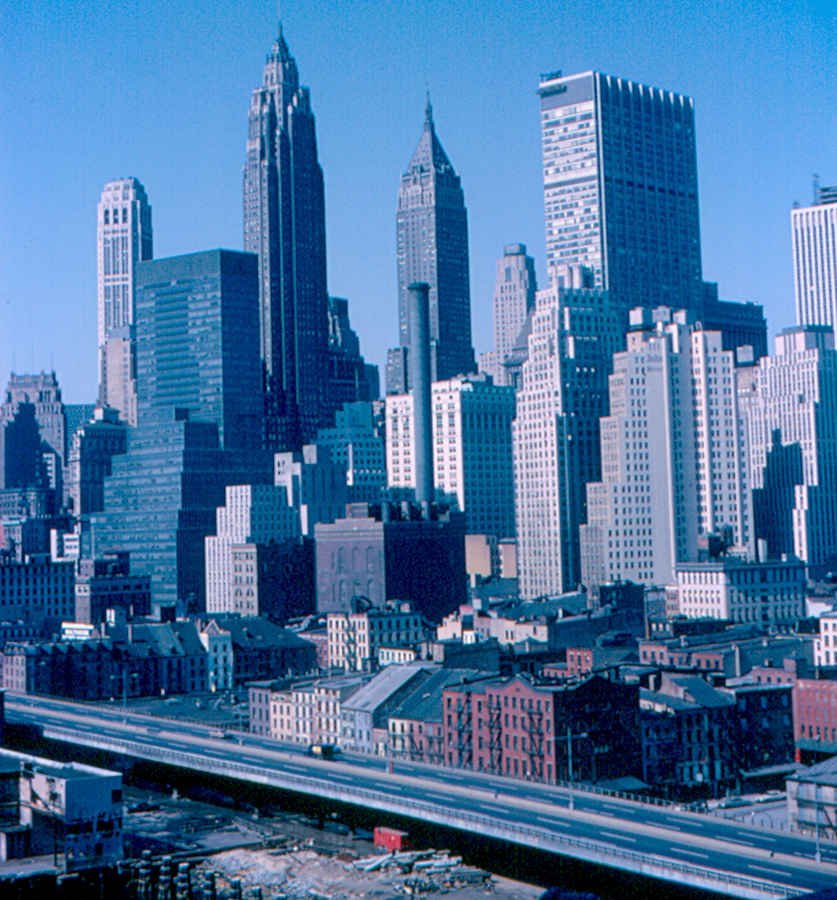
Höchster Wolkenkratzer (1965)
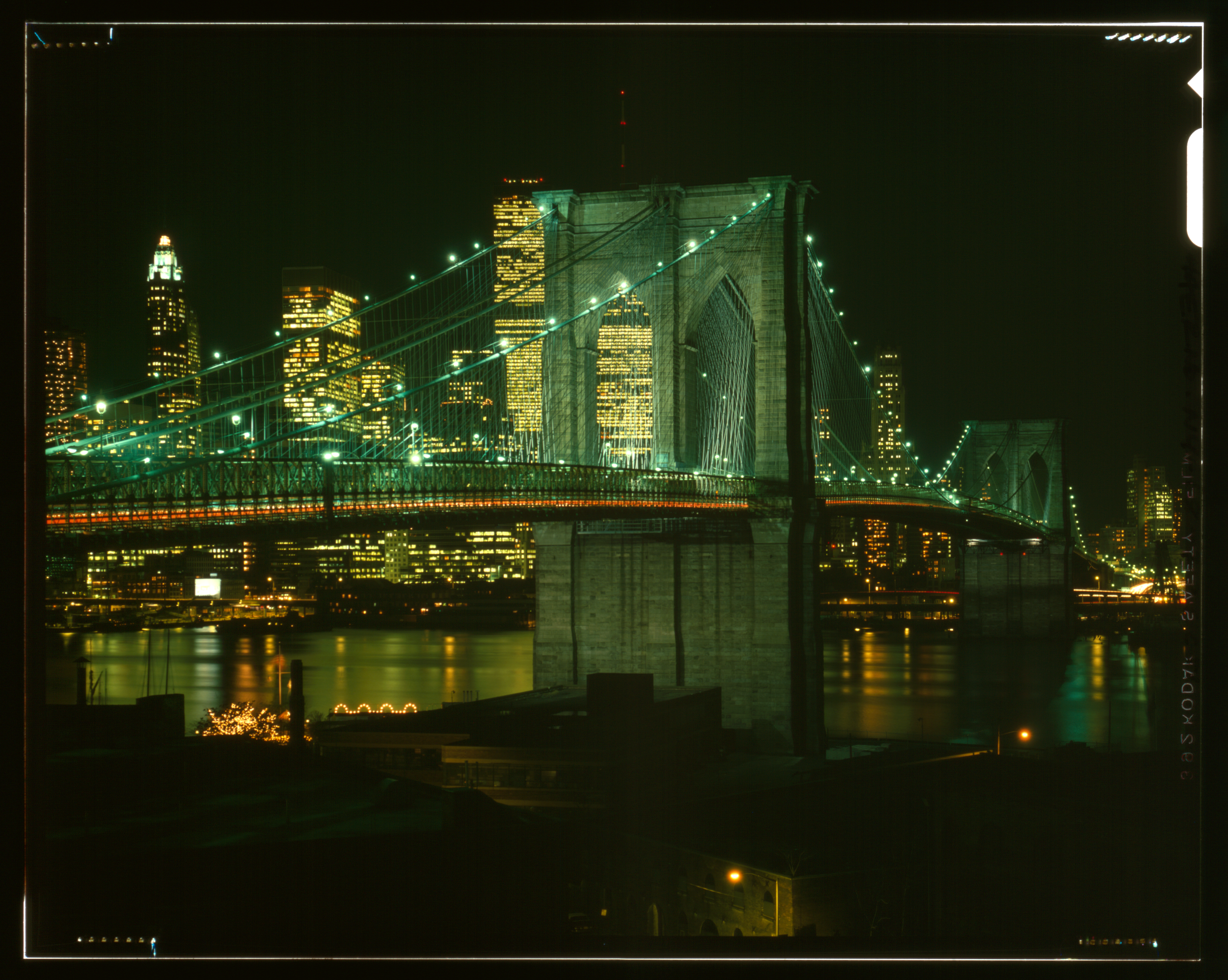
Illuminierte Spitze und World Trade Center (1982)
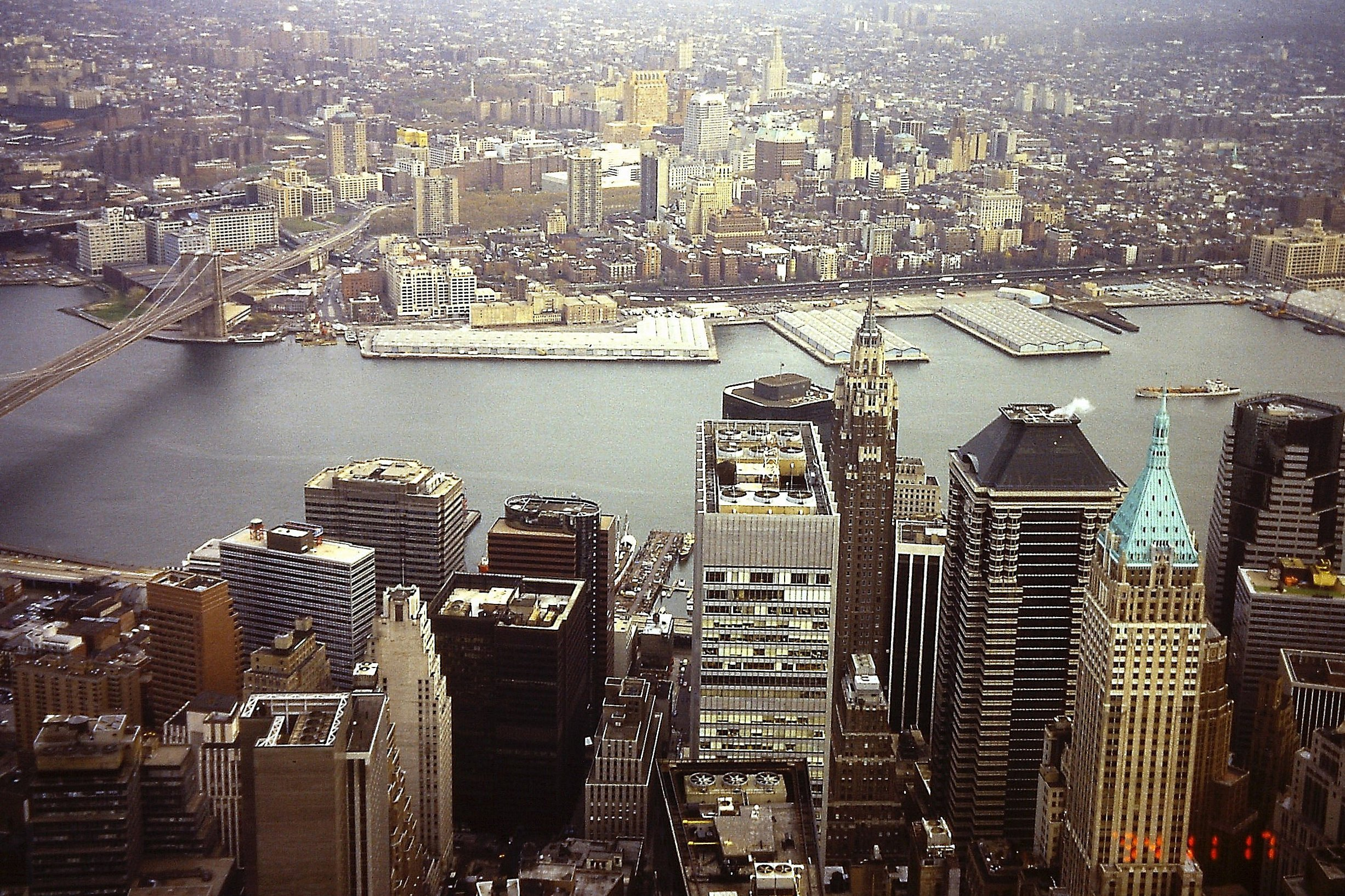
Aus WTC 2 (1994): Rechts der Bildmitte 28 Liberty Street, 70 Pine, 60 Wall, 40 Wall, 32 Old Slip
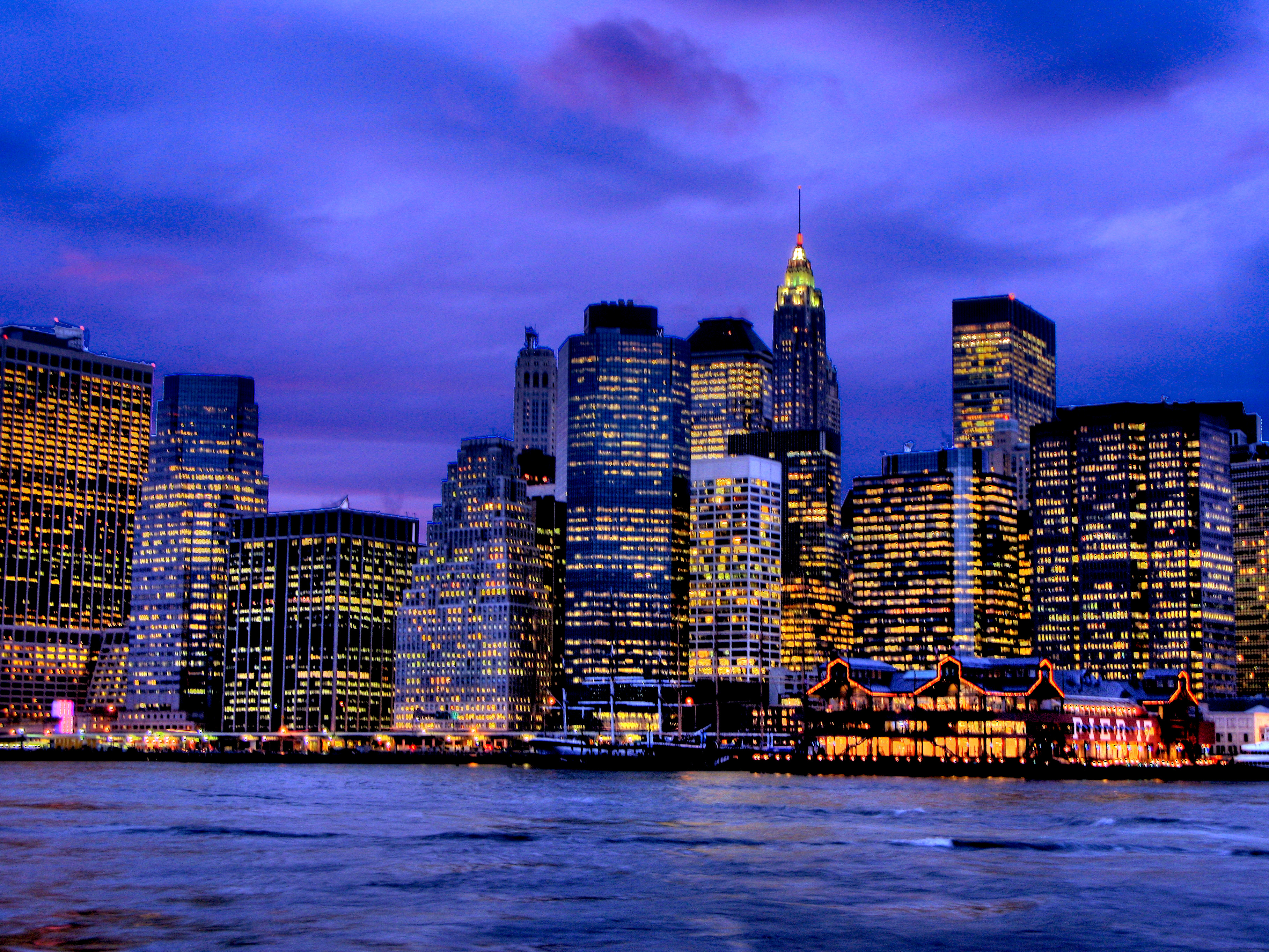
Leuchtende Skyline, wieder höchster Wolkenkratzer (2007)
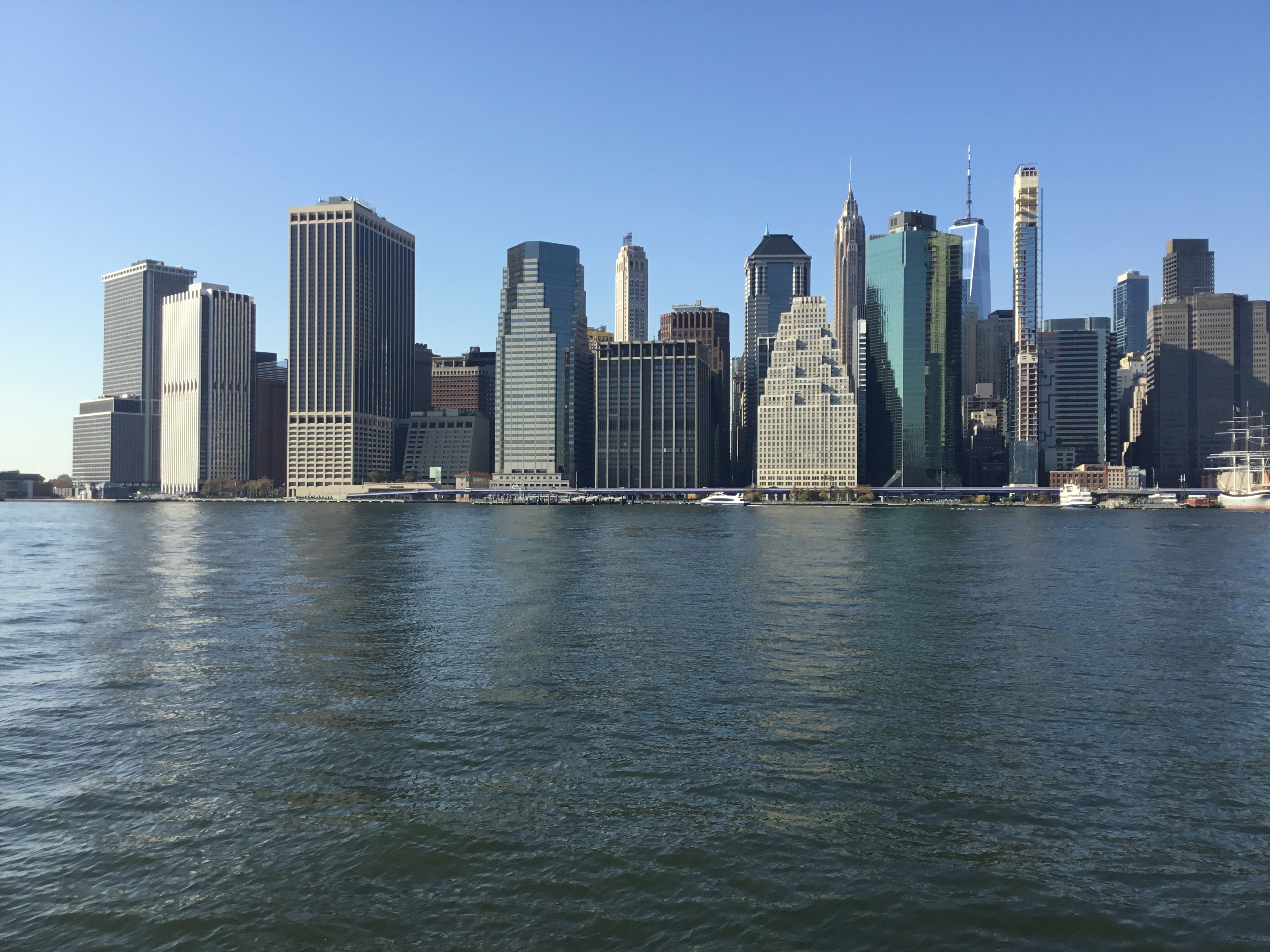
In Skyline rechts Bildmitte, hinter 120 Wall, zwischen 60 Wall und Continental Center (2021)

## Architektur
Architektonisch besonders positiv bewertet wird die allmähliche Entwicklung der Turmspitze aus dem Baukörper heraus. Hier ist keine exzentrische Bekrönung auf einen ansonsten anders aussehenden Mittelteil aufgesetzt worden, sondern man hat sich um eine organische Verbindung bemüht. An einem der Eingänge wurde die Gestalt des gesamten Gebäudes in den Stein eingemeißelt.
Eine der damals sensationellen Neuerungen dieses Towers: Die Spitze des Bauwerks ist ein gut zehn Meter hoher Lichtwürfel. Das war etwas völlig anderes als die bei den frühen Wolkenkratzern üblichen aufgesetzten Laternen oder Signalfeuer. Welchen Unterschied das macht, lässt sich nur nachts erleben. 

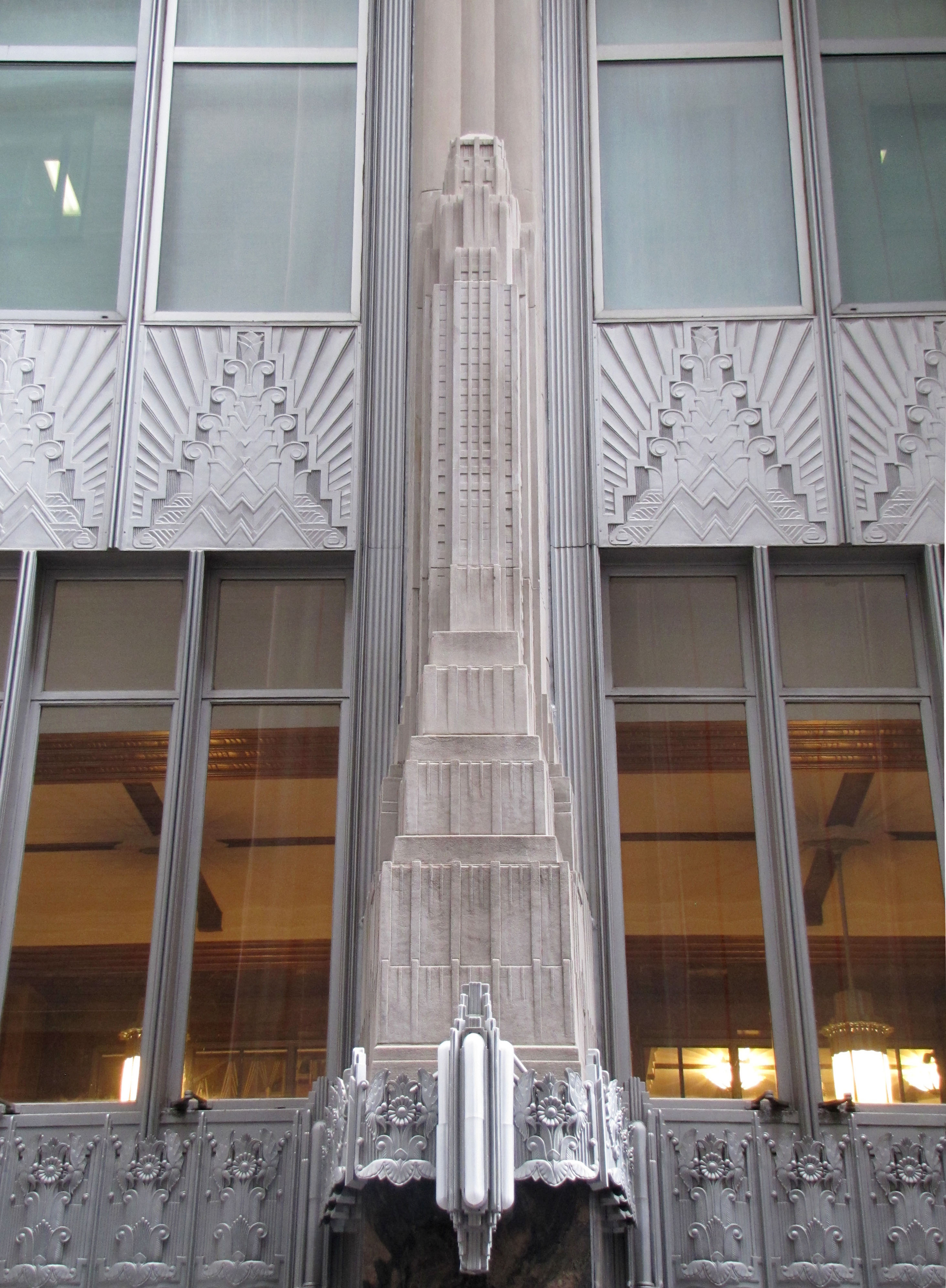
Skulptur des Gebäudes
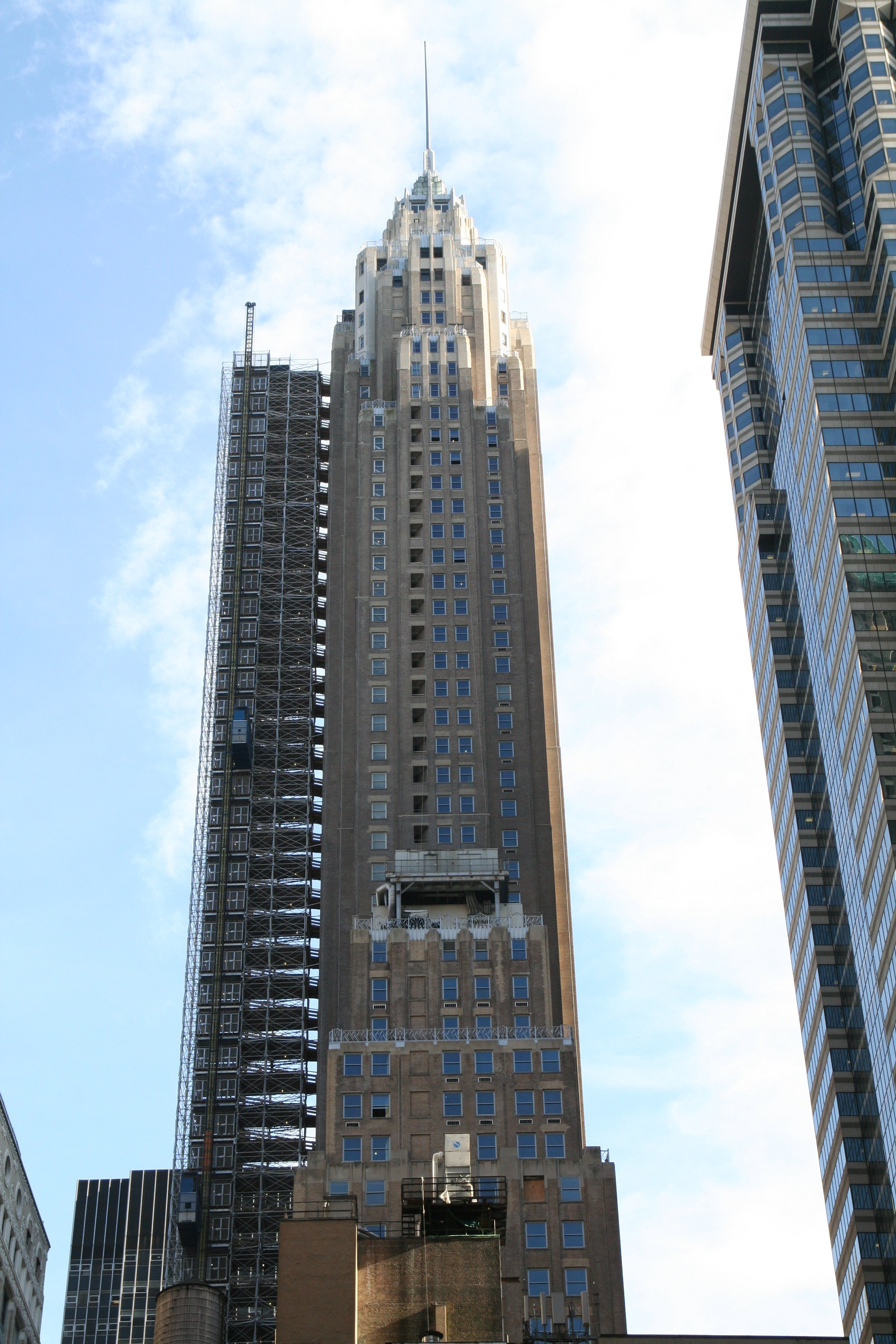
Renovierungsarbeiten (2014)
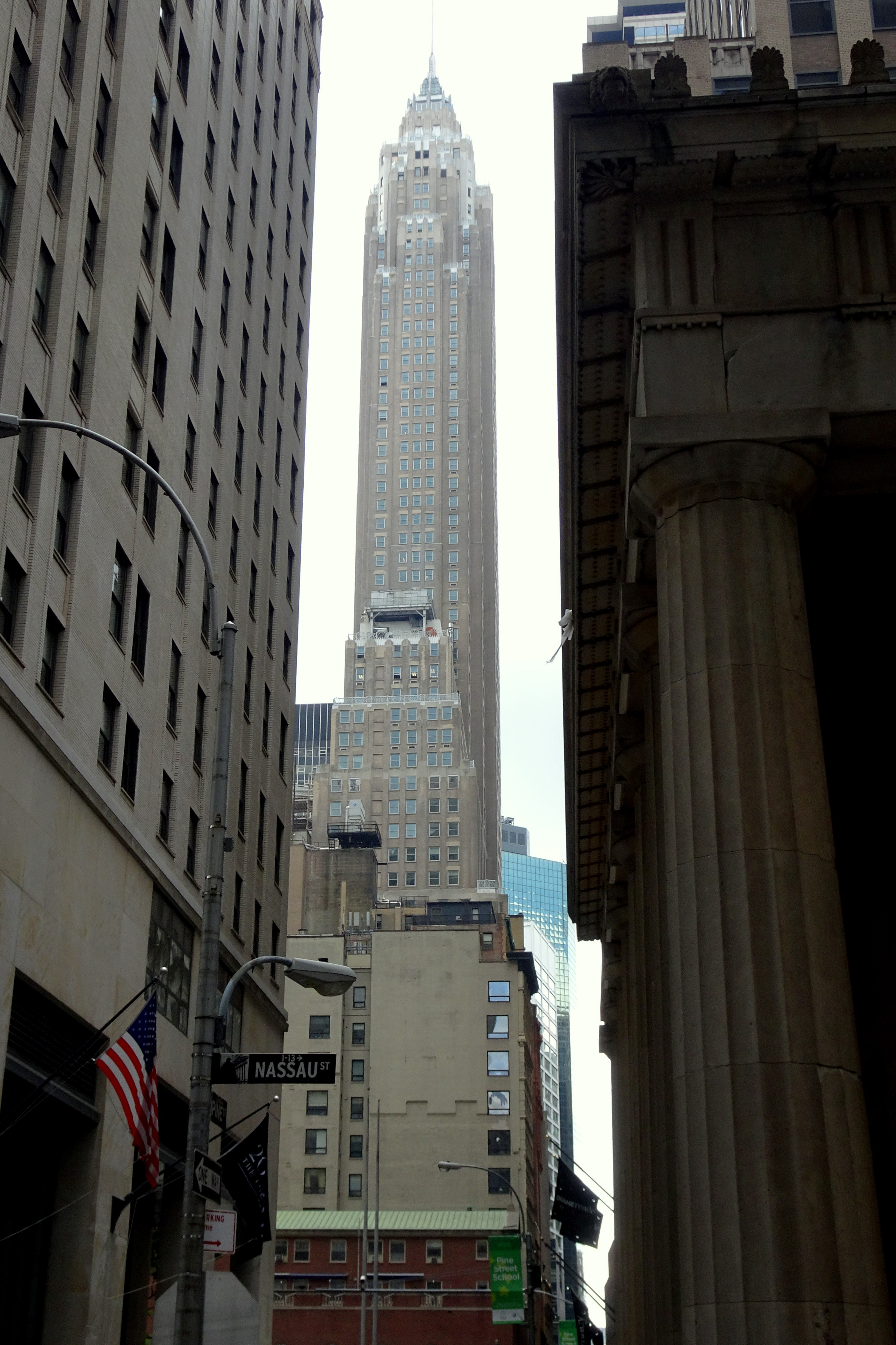
An der Pine Street (2016)
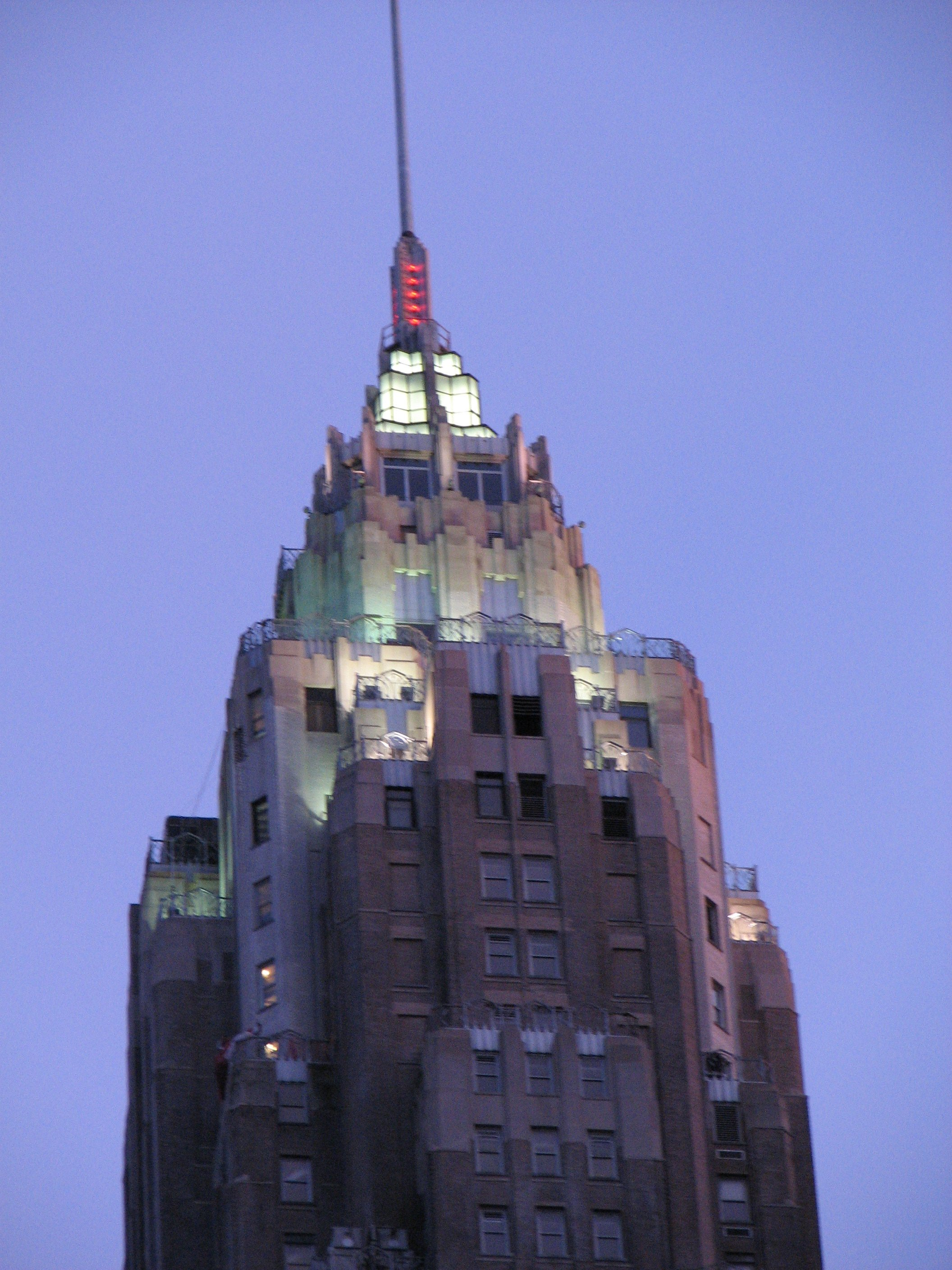
Turmspitze mit Beleuchtung (2007)
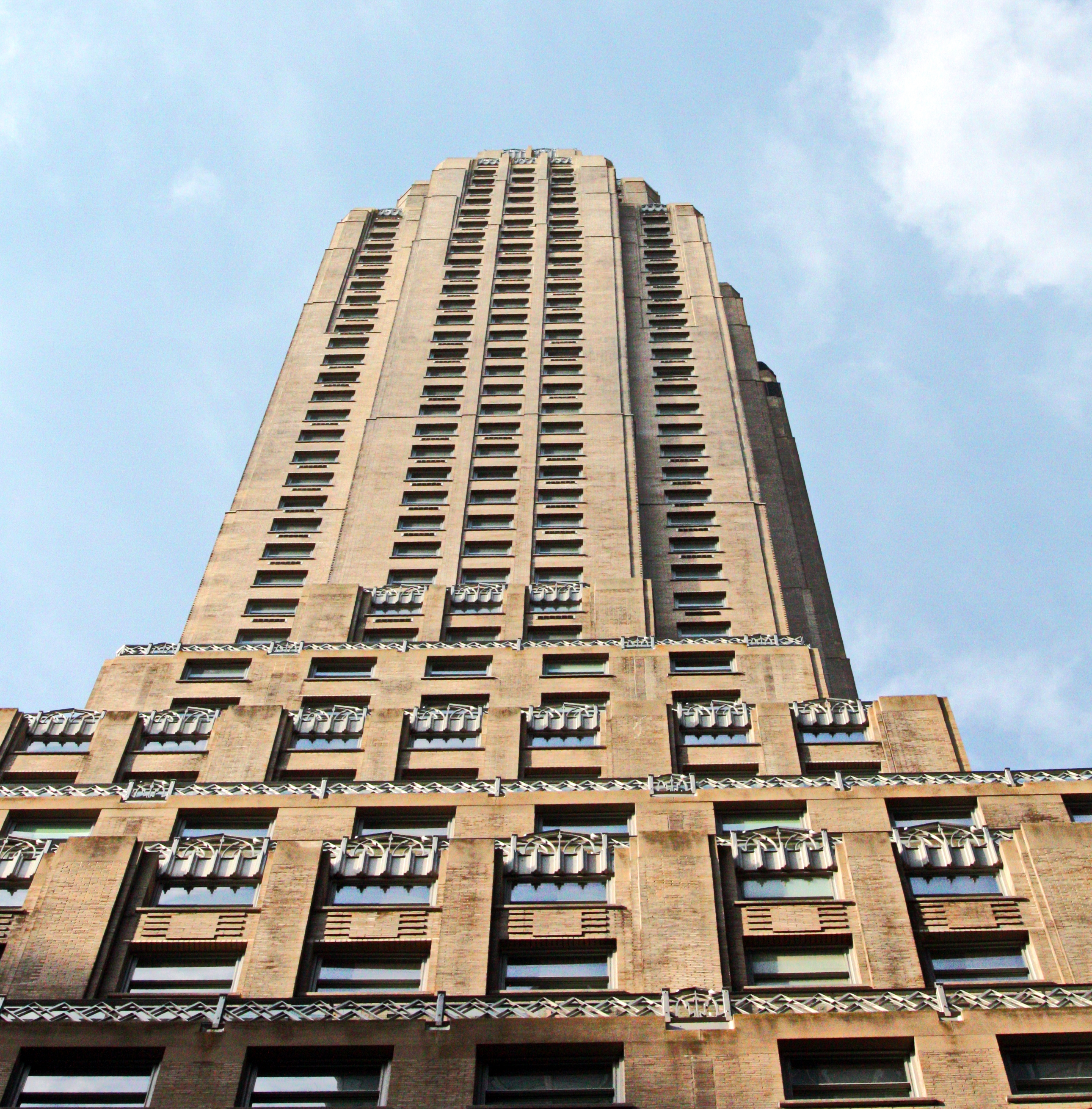
Vertikalansicht (2016)
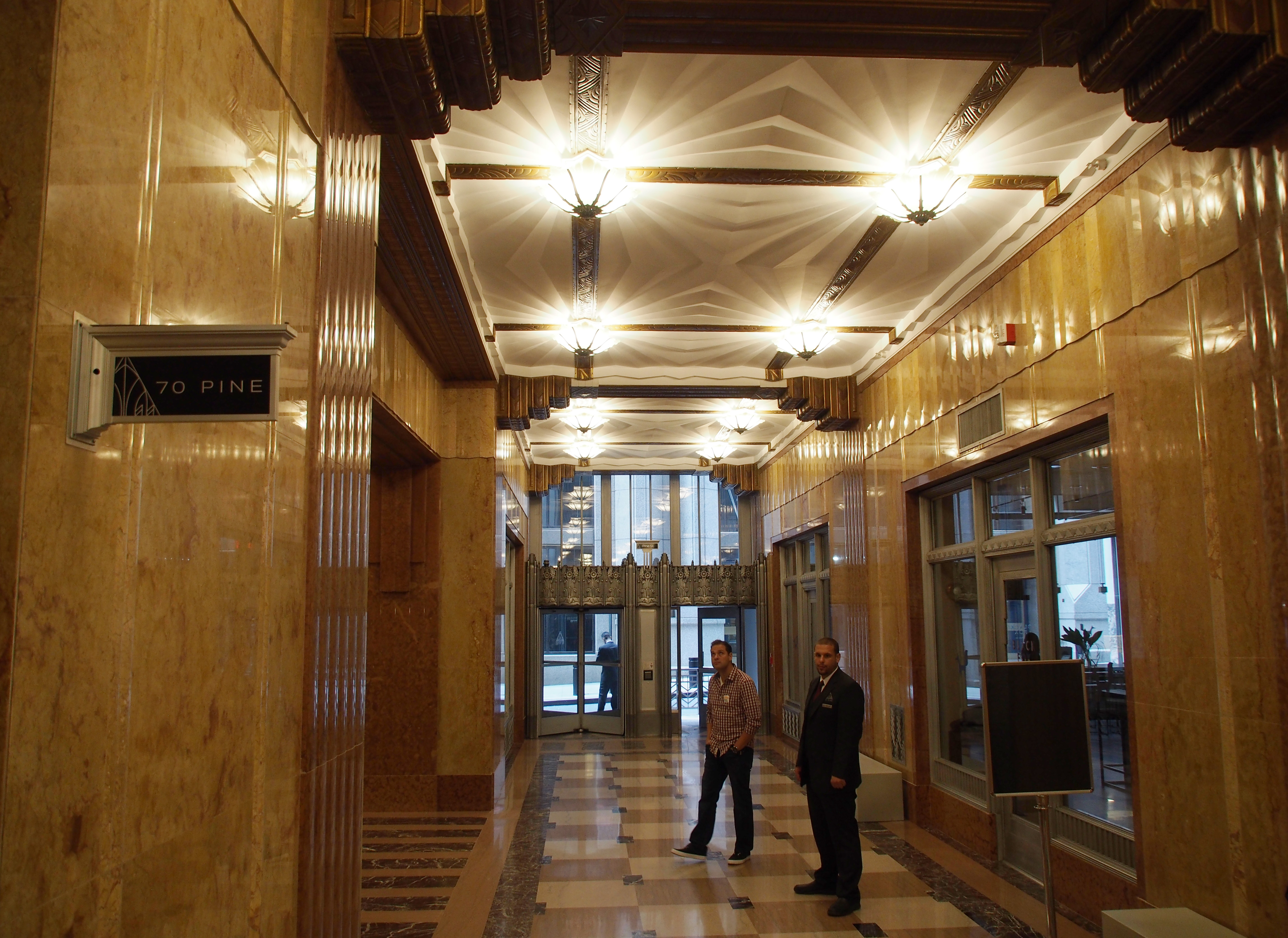
Die Art-déco-Lobby (2016)

## Das Gebäude im Film
Das Gebäude war in einigen Kinofilmen zu sehen: Im Film Spider-Man wurde das Gebäude am Ende des Films für die Handlung nach Midtown Manhattan verlegt. Es ist auch noch zu begutachten in den Filmen Armageddon – Das jüngste Gericht, Independence Day, Aftershock: Earthquake in New York, Team America: World Police und Sky Captain and the World of Tomorrow.